# Hib-Tone
Hib-Tone byl hudební label, který v roce 1981 v Atlantě v Georgii založil Johnny Hibbert, v té době student práv na University of Georgia.
Label existoval krátkou dobu a vydal jen jeden singl a to "Radio Free Europe" s B-stranou "Sitting Still" od R.E.M.